# Ludwig Müller von Hausen
Ludwig Müller von Hausen (eigentlich: Louis Eduard Julius Müller, * 10. Mai 1851 in Wesel; † 17. August 1926 in Berlin) war ein deutscher antisemitischer Publizist und Verleger. Er gab 1919 die erste Ausgabe der Protokolle der Weisen von Zion außerhalb Russlands heraus und gilt als einer der wichtigsten Propagandisten der Theorie einer jüdisch-freimaurerischen Weltverschwörung der 1920er Jahre.

## Leben
Louis Müllers Vater war der Farbenfabrikant Louis Heinrich Moritz Müller, seine Mutter hieß Clara Sophie Helena Wilhelmine Müller, geb. von Hausen. 1869 ging Müller zum Militär, 1870 nahm er am Krieg gegen Frankreich teil. 1879 nahm er seinen Abschied im Rang eines Premiereleutnant. Später trat er als Teilhaber in die väterliche Fabrik ein. 1903 übersiedelte er nach Berlin und begann sich unter dem Namen Ludwig Müller von Hausen publizistisch zu betätigen: Für die Deutschkonservative Partei übernahm er die Herausgeberschaft von deren Konservativem Kalender, in der deutschkonservativen  Deutschen Tageszeitung veröffentlichte er verschiedene Artikel, darunter seine Kriegserinnerungen. Auch für Theodor Fritschs antisemitische Zeitschrift Der Hammer lieferte er mehrere Beiträge. 1910 übernahm er den Vorsitz der Berliner Ortsgruppe des im selben Jahr von Philipp Stauff und Adolf Bartels gegründeten Deutschvölkischen Schriftstellerverbands.
In Reaktion auf den sozialdemokratischen Erfolg bei den Reichstagswahlen im Januar 1912 gründete Müller gemeinsam mit Ernst Graf zu Reventlow und Reinhold Freiherr von Lichtenberg den völkischen Verband gegen die Überhebung des Judentums, dessen Vorsitzender er wurde. Weitere Mitglieder waren unter anderem die späteren Nationalsozialisten Martin Bormann und Alfred Rosenberg. Ziel war es, die Öffentlichkeit über das Judentum, seine angeblichen „Arbeitsmethoden, seine Organisationen und seine Zwecke“ zu informieren, das heißt, antisemitische Propaganda zu betreiben. Ein umfangreiches Manuskript Müllers Die Geheimorganisation des Judentums blieb aus finanziellen Gründen ungedruckt. Er gab aber die Verbandszeitschrift Auf Vorposten im gleichnamigen Verlag heraus. Die Redaktion befand sich in der Kantstraße in Charlottenburg. Das Blatt wurde an die Verbandsmitglieder sowie an Regierungsstellen und Parlamentsabgeordnete versandt.
Außerdem war Müller Mitglied in Fritschs Germanenorden und organisierte Veranstaltungen für die Deutsche Vortragsgesellschaft. Als 1913 das Bayreuther Aufführungsmonopol für den Parsifal auslief, setzte er sich vergeblich für dessen Verlängerung ein.
Bei Ausbruch des Ersten Weltkriegs ließ der 63-Jährige seine Tätigkeit für den Verband ruhen und meldete sich freiwillig. Bald erreichte er eine Auszeichnung mit dem Eisernen Kreuz I. Klasse und eine Beförderung zum Hauptmann in einem Regiment der Fußartillerie. Nachdem er in Kowno an der Cholera erkrankt war, nahm er 1916 seinen Abschied und kehrte nach Charlottenburg zurück. Dort nahm er seine antisemitische und zunehmend auch antimasonische Tätigkeit wieder auf. Er nahm über dessen Vertrauten Max Bauer Kontakt mit Generalquartiermeister Erich Ludendorff auf, der einige Jahre später mit Verschwörungstheorien über Juden und Freimaurer hervortreten sollte.
Im November 1918 bekam er von russischen Emigranten eine Ausgabe von Sergei Alexandrowitsch Nilus’ Velikoje v malom i Antichrist, das im Anhang die Protokolle der Weisen von Zion enthielt, eine Fälschung, die eine jüdische Weltverschwörung beweisen sollte. Müller hielt sie für authentisch und gab eine Übersetzung in Auftrag. Versehen mit langen Vor- und Nachworten, die die Übereinstimmung des Inhalts mit der von ihm angenommenen jüdischen Eigenart belegen sollten, gab er sie im Dezember 1919 unter dem Titel Geheimnisse der Weisen von Zion als spendenfinanzierte Prachtausgabe heraus. Eine preisgünstige Volksausgabe folgte bald darauf. Dabei benutzte er das Pseudonym Gottfried zur Beek. Es war die erste Edition der Protokolle außerhalb Russlands. Bis 1938 erlebte das Buch 22 Auflagen. Für die 7. Auflage von 1922 schrieb Müller seine Einleitung um und behauptete von nun an, Verfasser der Protokolle wäre der zionistische Aktivist Acher Ginzberg.
1921 wurde Müller von Hausen Vorsitzender der „Femeritter“ der Thule-Gesellschaft, einer Gerichtsstelle für innere und äußere Streitigkeiten, deren Angehörige berechtigt waren, Todesurteile gegenüber Ordensmitgliedern auszusprechen. Zu Beginn der 1920er Jahre stand er in Verbindung zu den verbreiteten politischen Mordplänen gegen jüdische, linksstehende und republikanische Politiker und Publizisten. So wurde er verdächtigt, ein Attentat auf den russischen Sozialdemokraten Alexander Parvus in Auftrag gegeben zu haben. Mit Heinrich Tillessen und Heinrich Schulz, den Mördern von Reichsfinanzminister Matthias Erzberger, hatte er sich im Sommer 1921 kurz vor der Tat getroffen.
In den frühen 1920er Jahren war Müller im Zusammenhang mit den Protokollen wiederholt in Prozesse verwickelt. 1924 etwa wurde er vom Vorwurf der Verleumdung freigesprochen, den er sich mit seiner Behauptung zugezogen hatte, Emil Rathenau hätte bei sich zu Hause eine Galerie abgeschlagener Köpfe von Monarchen aufbewahrt. Das Gericht konnte Müller nicht nachweisen, dass er diese unwahre Behauptung wider besseres Wissen aufgestellt hatte. In den Jahren vor seinem Tod richtete Müller von Hausen seine Polemik gegen die Freimaurer, denen er unterstellte, im Krieg die Interessen des internationalen Weltbundes der Logenbrüder über die nationalen Interessen gestellt und damit Landesverrat begangen zu haben. Er zählt zu den wichtigsten Propagandisten dieser Verschwörungstheorie.

## Werke
- Die Geheimnisse der Weisen von Zion. Auf Vorposten, Charlottenburg 1919 (tatsächlich 1920)
- Die Hohenzollern und die Freimaurerei. Auf Vorposten, Charlottenburg 1924
- Die altpreußischen Logen und der National-Verband deutscher Offiziere. Auf Vorposten, Charlottenburg 1924